# Postranje
Postranje falu Horvátországban Split-Dalmácia megyében. Közigazgatásilag Proložachoz tartozik.

## Fekvése
Splittől légvonalban 56, közúton 76 km-re keletre, Makarskától légvonalban 22, közúton 40 km-re északkeletre, községközpontjától 1 km-re északnyugatra a dalmát Zagora területén, Imotska krajina északnyugati részén fekszik. Nyugatról a Prološko blato nevű vizenyős terület, keletről a Suvaja nevű záporpatak által vájt szurdok határolja, amely egyúttal elválasztja a szomszédos Donji Proložactól.

## Története
A térség első ismert népe az illírek voltak. Róluk mesélnek az ókorból fennmaradt halomsírok és várak maradványai. Az illír háborúk végeztével az 1. század elején e terület is Dalmácia római tartomány része lett. A békésebb idők gazdasági felvirágzást hoztak e vidék számára is, mely elsősorban az utak megépítésében mutatkozott meg. Ezek közül néhány ma is használatban van. A római korban építették azt a hidat is, amelynek maradványaira a község egyik jelképe a Šarampov-híd épült. A római jelenlétet az e vidéken előkerült számos régészeti lelet (pénzek, ékszerek, használati eszközök, fegyverek) is igazolja. A horvátok ősei a 7. században vándoroltak be erre a vidékre. A bencés atyák Opačacnál a Vrljika-folyó forrásánál építették fel kolostorukat, innen végezték a térség lakóinak keresztény hitre térítését. A 14. századtól a hívek lelki gondozását a ferencesek vették át, akik az elpusztult kolostort újjáépítették. A török 1463-ban meghódította a közeli Boszniát, majd néhány évvel később már ez a terület is uralmuk alá került. Az 1699-es karlócai béke török kézen hagyta. Végleges felszabadulása csak az újabb velencei-török háborút lezáró pozsareváci békével 1718-ban történt meg. Ezután a Velencei Köztársaság fennhatósága alá tartozott. 1797-től osztrák, 1806-tól francia, majd 1813-tól ismét osztrák uralom alá került. 1857-ben 590, 1910-ben 835 lakosa volt. 1918-ban az új szerb-horvát-szlovén állam, majd később a Jugoszláv Királyság része lett. A háború után a szocialista Jugoszláviához került. A lakosság elvándorlása az 1970-es évektől vette kezdetét. 1991 óta a független Horvátországhoz tartozik. 2011-ben a településnek 1390 lakosa volt.

## Lakosság
| Lakosság változása | Lakosság változása | Lakosság változása | Lakosság változása | Lakosság változása | Lakosság változása | Lakosság változása | Lakosság változása | Lakosság változása | Lakosság változása | Lakosság változása | Lakosság változása | Lakosság változása | Lakosság változása | Lakosság változása | Lakosság változása |
| ------------------ | ------------------ | ------------------ | ------------------ | ------------------ | ------------------ | ------------------ | ------------------ | ------------------ | ------------------ | ------------------ | ------------------ | ------------------ | ------------------ | ------------------ | ------------------ |
| 1857               | 1869               | 1880               | 1890               | 1900               | 1910               | 1921               | 1931               | 1948               | 1953               | 1961               | 1971               | 1981               | 1991               | 2001               | 2011               |
| 590                | 1.164              | 551                | 580                | 547                | 835                | 1.772              | 1.429              | 667                | 0                  | 0                  | 2.026              | 2.183              | 1.577              | 1.589              | 1.390              |

(1953-ban és 1961-ben lakosságát Donji Proložachoz számították.)

## Nevezetességei
- A Gyógyító boldogasszony tiszteletére szentelt kápolnája a régi plébániaház mellett áll és a plébános mindennapi használatára épült 1811-ben. Az 1855-ös kolerajárvány 53 életet követelt a településen. Ennek hatására a hívek fogadalmat tettek és a Szűzanya tisztelete megnőtt a településen. A kápolnában helyezték el a spliti Gyógyító boldogasszony kétszáz éves kegyképének másolatát, melyet 1995-ben új képre cseréltek, amely Slavko Alač festőművész és restaurátor alkotása.
- Az Opačac nevű régészeti lelőhelyen a Vrljika közelében található a Szűz Mária templom, melyet 1719-ben építettek a 14. századi, valamivel nagyobb templom helyén. Az egyhajós épület homlokzata sajnos leomlott, de ismert, hogy a bejárat felett rózsaablak, felül pedig harangtorony díszítette. Romos az északi és a keleti fal is. A mellékbejárat déli falon át vezet, melyet felül gótikus kereszt díszít. Valószínűleg egy középkori sírkő részét képezte. Ugyanezen a falon két alacsony, négyszögletes ablak között lőrésszerű nyílás látható. Közelében feltárták a 14. századi kolostortemplom, valamint egy másik épület északi alapfalait, melyet az egykori kolostor falának tartanak. A templom közvetlen közelében és belső terében nagy számú sír került elő, melyek legtöbbje a 16. és 17. századra keltezhető. Ez az az időszak, amikor az épület nem töltötte be eredeti szakrális funkcióját. Opačac ma is a Nagyboldogasszony napi zarándoklatok kedvelt célpontja, ahol évente több ezer zarándok gyűlik össze.
- A Vrbina-víznyelő, a Prološka-tó északkeleti sziklái és Juričići falucska között, 350 m magasságban található a Mala Vrbina régészeti lelőhely. A lelőhelynek több rétege van, melyek az őskortól a késő középkorig folyamatosan alakultak ki. A tó északkeleti szirtjei felett egy nagy nyereg alakú domb található. Keletről és nyugatról 3-10 méter széles, erős sánc (korábban fal) határolja, amelyet az északi oldallal határos tumulusok erősítenek. Az erődöt déli oldalán a tó függőleges sziklája, északon pedig a Mala Vrbina víznyelő lejtője védi. A domb keleti sáncát, valamint a fennsík egy részét, annak középső részét 15 méter hosszúságban egy útépítés rongálta meg. Ezen építési munkálatok a nyugati sánc középső részét is megrongálták, mintegy 10 méter hosszan . A domb közelében a Juričići falucska felé délkeletre vezető lejtőn két őskori halom található.[4]